# Prima Republică Mexicană
Prima Republică Mexicană, cunoscută și ca Prima Republică Federală (spaniolă : Primera República Federal), a fost o republică federală, fondată sub Constituția din 1824. A fost un stat numit oficial Statele Unite Mexicane (spaniolă : Estados Unidos Mexicanos|links=no}},  listen (ajutor·info)). Prima Republică Mexicană a durat din 1824, până în 1835, când conservatorii conduși de Antonio López de Santa Anna au transformat-o într-o stat centralizat, numit Republica Centralistă Mexicană.

Republica a fost proclamată la 1 noiembrie 1823, de către Congresul Uniunii, luni de zile după căderea Imperiului Mexican condus de Agustin I, un fost ofițer regalist, a devenit un isurgent pentru indepedență. Federația a fost oficial și legal fondată la 4 octombrie 1824, când Constituția Federală a Statelor Unite Mexicane a venit în forță.
Granițele le-a avut cu Statele Unite și Țara Oregon (sau Districtul Columbia) la nord; la sud și vest de Oceanul Pacific; la sud-est de America Centrală, și de Marea Caraibilor; și la est de Golful Mexic. Cu toate că America Centrală a obținut indepdența când a făcut parte și a fost parte din teritoriul Imperiului Mexican, a ales să nu se alăture federației Mexicane, a fost lăsată să o facă.
Republica Federală a durat aproape doisprezece ani cu lupte constante între marile partide. Conservatorii, moșierii, armata, Biserica Catolică, și foștii monarhiști care căutau un guvern central puternic și un stat cu o religie oficială. Liberalii erau republicani favorizând o putere limitată a guvernului divizată între statele federale și uniunea seculară. Conflictul dintre cele două curente de idei ale națiunii, a cauzat o severă instabilitate politică și violență pentru următorii 65 de ani, până la Porfiriato(1876-1911). ”Indepedența a transformat Mexicul de la cea mai mare și prosperă colonie a Spaniei, într-o națiune suverană suferind de declin economic și certuri politice.
Republica a fost condusă de două triumvirate și nouă președinți. Generalul insurgent Guadalupe Victoria a fost singurul președinte care și-a completat mandatul în această perioadă și în toți cei 30 de ani de la indepedența Mexicului. Ca și la începutul Statelor Unite, președintele și vicepreședintele erau aleși separat și omul care nu făcea parte din vreun partid. Președintele Guadalupe Victoria a fost un federalist liberal, în timp ce vicepreședintele Nicolás Bravo, a fost un conservator centralist. În timpul Primei Republici Federale, armata a intervenit regulat în politică, stabilind un model care a durat până la mijlocul secolului al XX-lea, cu generalii de armate care predominant i-au servit pe președinții Mexicului.
Generalul Antonio López de Santa Anna, a retras Constituția de la 1824 la 23 octombrie 1835, iar Republica Federală a devenit un stat unitar, Republica Centralistă. Regimul unitar a fost oficial fondat la 30 decembrie 1836, odată cu adoptarea celor șapte legi constituționale.

## Indepedența și imediatele urmări

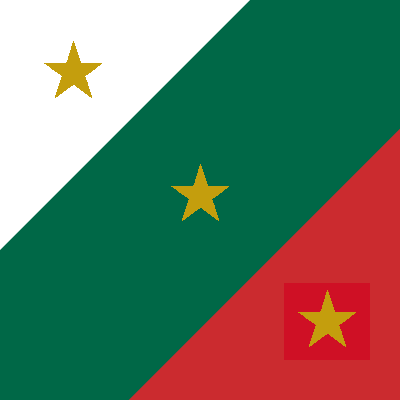
Steagul Armatei celor Trei Garanții, 1821

Steagul Imperiului Mexican, 1821-23

Posesiunile Spaniole de peste mări ale Viceregatului Noua Spanie au durat pentru 300 de ani, din 1521 cu căderea capitalei Aztece
și fondarea Orașului Mexico până la colapsul viceregatului în următorii ani de război civil și impas militar. O insurecție pentru indepedența față de Spania a durat inițial din 1810 cu revolta în masă, condusă de clericul secular Miguel Hidalgo și continuată de un alt cleric secular, José María Morelos și purtată până în țara de foc din sudul Mexicului de Vicente Guerrero. Augustin Iturbide, un ofițer militar regalist născut în Noua Spanie de părinți spanioli, a făcut o alianță strategică cu liderul insurgenților Guerrero sub Planul de la Iguala, în care foștii dușmani au luptat în tandem pentru a elimina stăpânirea spaniolă. Planul a proclamat Mexicul stat-națiune; Romano-catolicismul ca singura religie; egalitatea spaniolilor celor născuți în Mexic (Americanos), abolind astfel denumirile rasiale legale din epoca colonială; și urma să fie o monarhie constituțională. Forțele comune ale gherilelor insurgente și armatei regale au format Armata celor Trei Garanții, iar stăpânirea regală s-a prăbușit în Noua Spanie. Viceregele nou-venit Juan O'Donojú a semnat Tratatul de la Córdoba, recunoscând independența Noii Spanii. Iturbide a intrat triumfând în Mexico City pe 27 septembrie 1821. Noul stat național independent a fost numit Imperiul Mexican.

## Gloria și decăderea Primului Imperiu Mexican
Spaniolii de elită de origine americană din Noua Spanie nu aveau experiență reală în exercitarea puterii politice decât în consiliile lor urbane, astfel încât monarhia era forma familiară de guvernare. Niciun european cu sânge regal nu a intervenit pentru a-și asuma titlul regal în Mexic. O minoritate a Congresului Constituant în căutare de stabilitate l-a ales ca monarh pe generalul Agustín de Iturbide, care condusese efortul de război împotriva Spaniei. El a fost proclamat împărat al Mexicului la 18 mai 1822. Au urmat frământări politice, cu Iturbide dizolvând Congresul Constituant în octombrie 1822 și a închis legislatorii. Mai mulți membri au fost închiși pur și simplu pentru că și-au exprimat dezacordul cu Iturbide. Când Iturbide a eliminat Congresul ales, el înființat un consiliu național numit în locul acestuia. Demiterea Congresului, stilul dictatorial de guvernare adoptat de împărțit și absența soluțiilor problemei grave prin care trecerea țării au sporit conspirații pentru schimbarea sistemului imperial.

Militarii trimiși pentru a zdrobi opoziția au proclamat împotriva lui Iturbide și au emis Planul de la Casa Mata, care urmărea să creeze o nouă adunare constituantă. Generalii Antonio López de Santa Anna și Guadalupe Victoria au elaborat Planul Casei Mata în decembrie 1822, care a fost proclamat la 1 februarie 1823. Acesta a făcut apel la subdiviziunile politice din Mexic care căutau autonomia locală și dominația internă. Câteva insurecții au avut loc în provinciile mexicane începând cu luna decembrie, dar toate au fost anulate de armata imperială, cu excepția forțelor Santa Anna din Veracruz. Moș Anna a încheiat anterior un acord secret cu generalul Echávarri, comandantul forțelor imperiale. Prin acest acord, Planul de la Casa Mata urma să fie proclamat în tot Mexicul la 1 februarie 1823, iar Echávarri urma să schimbe părțile pentru a se alătura insurgenților. Acest plan nu a recunoscut de Primul Imperiu Mexican și a cerut convocarea unui nou Congres Constituant. Insurecționiștii și-au trimis propunerea delegațiilor provinciale și au cerut aderarea lor la plan. În decurs de doar șase săptămâni, Planul Casei Mata a călătorit în locuri atât de îndepărtate precum Texas și aproape toate provinciile au susținut planul.

Antonio López de Santa Anna a proclamat Planul Casei Mata, căruia i s-au alăturat ulterior Vicente Guerrero și Nicolás Bravo. Iturbide a fost forțat să restabilească Congresul și, într-o încercare zadarnică de a salva ordinul și de a menține situația favorabilă susținătorilor săi, a abdicat la 19 martie 1823. Cu toate acestea, Congresul restaurat a declarat că numirea lui Iturbide este nulă ab initio și astfel a refuzat recunoașterea abdicării. La 8 aprilie, Congresul a declarat nul Planul Iguala și Tratatul de la Córdoba. Odată cu aceasta Imperiul a fost dizolvat și țara și-a declarat libertatea de a se stabili după cum a considerat potrivit.

## Guvernul Provizoriu Mexican (1823-1824)
Abdicarea forțată a împăratului a făcut ca dezbaterea cu privire la modul în care Mexicul ar trebui să se constituie ca stat național a fost o problemă urgentă. A decis asupra unei republici federate, care era forma de guvernare preferată pentru majoritatea provinciilor mexicane. Reformele Bourbonice din secolul al XVIII-lea au creat districte administrative, intenții, care au descentralizat puterea de la viceregele din Mexico City și le-au împuternicit pe intendanți care urmau să comunice direct cu coroana despre problemele lor, mai degrabă decât ca orașul Mexic să transmită informații. Cu aceasta, provinciile s-au trezit cu un nivel de guvernare internă la care erau reticenți să renunțe atunci când Noua Spanie a renunțat la stăpânirea spaniolă și a stabilit monarhia constituțională. Odată cu sfârșitul acelei perioade de legătură între stăpânirea monarhică spaniolă și monarhia mexicană, regiunile din Mexic au încercat să își reafirme autonomia. Pentru istoricul Timothy Anna, „republica federală de tranziție a fost adevărata„ revoluție ”, deoarece vechiul a dat loc noului în istoria mexicană”. În perioada de după abdicare, Mexicul a ales să formeze o republică federală, la fel cum făcuseră deja Statele Unite (și mai târziu Canada), o soluție practică și viabilă „care permitea guvernului național competent și o voce regională eficientă care era un act de echilibrare delicat care necesită o revizuire frecventă. "

## Constituția Mexicului din 1824

Steagul Republicii Federale. Note : vulturul nu mai poartă coroană

După abdicarea lui Iturbide ca împărat, un al doilea congres constituant s-a întrunit pentru a redacta o nouă constituție oficială. Constituția din 1824 împuternicea regiunile din Mexic pentru a-și revendica puterea lor politică, rezultând o constituție care întărea federalismul radical, „cu un guvern național slab dependent fiscal de state”. A fost o fundație slabă pentru ca noul stat suveran să înfrunte provocările. Conservatorii care susțineau tradițiile din epoca colonială, în special puterea centralizată a statului, erau îngrijorați de cadrul puternic al constituției federaliste favorizate de majoritatea liberalilor. În orice caz, intelectualul liberal José María Luis Mora a deplâns faptul că Mexicul, precum și alte noi republici latino-americane au instituit „guverne solide.” El a opinat „Răspunsul este prea ușor: aceste [noi republici] nu au adoptat sistemul reprezentativ decât formele și aparatul său exterior. Au încercat să unească intim legile și obiceiurile despotice și mizerabile ale vechiului absolutism cu principiile a unui sistem în care toate trebuie să fie libertate și deschidere ".

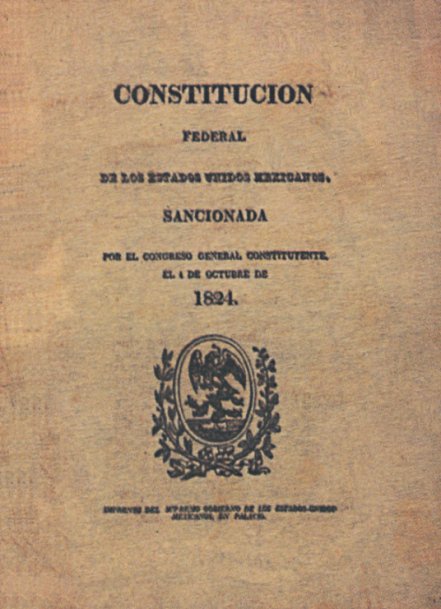
Constituția din 1824

Elementele cheie ale constituției erau :
1. Națiunea Mexicană este un stat suveran și liber de guvernul Spaniei și al oricărei alte națiuni.

3. Religia statului este cea Catolică, și este protejată de lege și interzicerea oricărei alteia.
4. Statul Mexican adoptă ca formă de guvernare o republică federală populară reprezentativă.
7. Puterea legislativă este depusă într-un Congres cu două camere— o Cameră a Deputaților și o Cameră a Senatorilor.
50. Libertatea politică a presei în federație și state (paragraful 1).
74. Puterea executivă este deținută de o persoană numită Președintele Statelor Unite Mexicane
75. Acesta oferă figura vicepreședintelui, care în caz de imposibilitate fizică sau morală a președintelui, exercită puterile și prerogativele acestuia din urmă.
95. Termenul președintelui și vicepreședintelui trebuie să fie de patru ani
123. Puterea judecătorească se împarte în Curtea Supremă, Curțile Circuit și Curțile Districtelor
124. Curtea Supremă este formată din unsprezece membri împărțiți în trei camere și un procuror.
157. Guvernele de stat individuale vor fi formate din aceleași trei puteri.

## Sfârșitul Primei Republici Mexicane
Sub generalul armatei mexicane Antonio López de Santa Anna, fost federalist devenit centralist și eventual dictator, forțele conservatoare din Mexic au suspendat Constituția din 1824 și au înlocuit-o cu Siete Leyes („Șapte legi”) în 1835. Cele șapte legi au transformat republica federală într-un stat unitar cunoscut sub numele de Republica Centralistă Mexicană.
Mai multe state s-au revoltat în mod deschis împotriva acestor schimbări. Northern Coahuila y Tejas, San Luis Potosí, Querétaro, Durango, Guanajuato, Michoacán, Yucatán, Jalisco, Nuevo León, Tamaulipas și Zacatecas au fost dezaprobate. Războiul civil s-a răspândit rapid în statele mexicane și trei noi guverne și-au declarat independența: Republica Texas, Republica Rio Grande și Republica Yucatán. Revoluția din Texas era deja în desfășurare când Siete Leyes a intrat în vigoare, iar noile puteri ale guvernului central mexican au reprezentat încă o nemulțumire pentru mișcarea lor.